# Liste der Kulturdenkmale in Rohrsheim
In der Liste der Kulturdenkmale in Rohrsheim sind alle Kulturdenkmale in Rohrsheim, einem Ortsteil der Gemeinde Osterwieck (Landkreis Harz), aufgelistet. Grundlage ist das Denkmalverzeichnis des Landes Sachsen-Anhalt, das auf Basis des Denkmalschutzgesetzes des Landes Sachsen-Anhalt vom 21. Oktober 1991 durch das Landesamt für Denkmalpflege und Archäologie Sachsen-Anhalt erstellt und seither laufend ergänzt wurde (Stand: 24. Februar 2015).
Zurück zur Hauptliste

## Kulturdenkmale
Hinweis: Die Hausnummern sind vermutlich veraltet. Vorortrecherche ist notwendig.

| Lage | Bezeichnung     | Beschreibung                                        | Erfassungs- nummer | Ausweisungsart | Bild       |
| --- | --------------- | --------------------------------------------------- | ------------------ | -------------- | ---------- |
| an der Straße Dardesheim-Rohrsheim ca. 1,5 km vor Rohrsheim auf der rechten Seite, kurz hinter einem Feldweg (Karte) | Sühnekreuz      |                                                     | 094 25497          | Kleindenkmal   | Sühnekreuz |
| Bachstraße 50, 51, Gemeindeweg 35, 36, 37 Ortskern (Karte)                                                           | Platz           | Dorfplatz                                           | 094 00025          | Denkmalbereich | BW         |
| Bachstraße 50, 51, Gemeindeweg 35-37 Dorfplatz vor dem Gemeindeamt (Karte)                                           | Kriegerdenkmal  | Germania-Denkmal                                    | 094 00310          | Baudenkmal     | BW         |
| Bachstraße 51, Flur: 11, Flurstück: 557 im Ortskern am Dorfplatz mit Germania-Denkmal (Karte)                        | Wohnhaus        | Schraders Hof                                       | 094 00275          | Baudenkmal     | BW         |
| Bachstraße 52 (Karte)                                                                                                | Bauernhaus      |                                                     | 094 00276          | Baudenkmal     | BW         |
| Dedelebener Straße 161 (Karte)                                                                                       | Pfarrwitwenhaus |                                                     | 094 00273          | Baudenkmal     | BW         |
| Dedelebener Straße 197 (Karte)                                                                                       | Villa           |                                                     | 094 00279          | Baudenkmal     | BW         |
| Dorfstraße 90, Mitteldorf 83 (Karte)                                                                                 | Gasthof         | Schwarzer Adler                                     | 094 00309          | Denkmalbereich | BW         |
| Dorfstraße 91 (Karte)                                                                                                | Bauernhof       |                                                     | 094 00282          | Baudenkmal     | BW         |
| Dorfstraße 93 (Karte)                                                                                                | Bauernhaus      |                                                     | 094 00283          | Baudenkmal     | BW         |
| Dorfstraße 94 (Karte)                                                                                                | Bauernhaus      |                                                     | 094 00284          | Baudenkmal     | BW         |
| Dorfstraße 100 (Karte)                                                                                               | Gutshaus        |                                                     | 094 00285          | Baudenkmal     | BW         |
| Dorfstraße 102 (Karte)                                                                                               | Bauernhaus      |                                                     | 094 00286          | Baudenkmal     | BW         |
| Dorfstraße 106 (Karte)                                                                                               | Stall           |                                                     | 094 00287          | Baudenkmal     | BW         |
| Dorfstraße 158 (Karte)                                                                                               | Schule          |                                                     | 094 00288          | Baudenkmal     | BW         |
| Dorfstraße 159 (Karte)                                                                                               | Bauernhaus      |                                                     | 094 00289          | Baudenkmal     | BW         |
| Eisenbahnstraße 179, 184, 185, 186, 187, 188, 189, 190 (Karte)                                                       | Bauernhaus      | Straßenzug                                          | 094 00325          | Denkmalbereich | BW         |
| Gemeindeweg 33 (Karte)                                                                                               | Armenhaus       |                                                     | 094 00293          | Baudenkmal     | BW         |
| Gemeindeweg 35 (Karte)                                                                                               | Schule          |                                                     | 094 00290          | Baudenkmal     | BW         |
| Gemeindeweg 36 (Karte)                                                                                               | Bauernhaus      |                                                     | 094 00291          | Baudenkmal     | BW         |
| Gemeindeweg 37 (Karte)                                                                                               | Backhaus        |                                                     | 094 00022          | Denkmalbereich | BW         |
| Gemeindeweg 39 (Karte)                                                                                               | Kirche          | St. Matthäus                                        | 094 00295          | Baudenkmal     | BW         |
| Gemeindeweg 39 (Karte)                                                                                               | Pfarrhof        |                                                     | 094 00294          | Baudenkmal     | BW         |
| Kliebe 131 (Karte)                                                                                                   | Bauernhaus      |                                                     | 094 00297          | Baudenkmal     | BW         |
| Kliebe 131 (Karte)                                                                                                   | Scheune         |                                                     | 094 00296          | Baudenkmal     | BW         |
| Kliebe 133 (Karte)                                                                                                   | Bauernhaus      |                                                     | 094 00023          | Baudenkmal     | BW         |
| Kliebe 134 (Karte)                                                                                                   | Bauernhaus      |                                                     | 094 00298          | Baudenkmal     | BW         |
| Kliebe 135 (Karte)                                                                                                   | Bauernhaus      |                                                     | 094 00299          | Baudenkmal     | BW         |
| Kliebe 145 (Karte)                                                                                                   | Bauernhaus      |                                                     | 094 00302          | Baudenkmal     | BW         |
| Kliebe 146 (Karte)                                                                                                   | Bauernhaus      |                                                     | 094 00303          | Baudenkmal     | BW         |
| Kliebe 147 (Karte)                                                                                                   | Wohnhaus        |                                                     | 094 00304          | Baudenkmal     | BW         |
| Kruggasse (Karte) | Schienenstraße  | Schienenstraße                                      | 094 00305          | Baudenkmal     | BW         |
| Mitteldorf 83 (Karte)                                                                                                | Bauernhaus      |                                                     | 094 03037          | Baudenkmal     | BW         |
| Mitteldorf 84 (Karte)                                                                                                | Gasthof         | Schwarzer Adler                                     | 094 00307          | Baudenkmal     | Gasthof    |
| Oesternstraße 1 (Karte)                                                                                              | Bauernhof       | alt: Gemeindeweg 1, Ortskern östlich des Kirchhofes | 094 50291          | Baudenkmal     | BW         |
| Oesternstraße 20 (Karte)                                                                                             | Toranlage       |                                                     | 094 00321          | Baudenkmal     | BW         |
| Oesternstraße 32 südöstlich der Dorfkirche bzw. des Kirchhofes (Karte)                                               | Bauernhaus      |                                                     | 094 00324          | Baudenkmal     | BW         |
| Westentor 114, 115, 116, 117, 118 (Karte)                                                                            | Siedlung        |                                                     | 094 00326          | Denkmalbereich | BW         |
| Westentor 129 (Karte)                                                                                                | Wohnhaus        |                                                     | 094 00330          | Baudenkmal     | BW         |

- siehe auch: Liste der Kulturdenkmale in Osterwieck

## Legende
In den Spalten befinden sich folgende Informationen:
- Lage: Nennt den Straßennamen und wenn vorhanden die Hausnummer des Kulturdenkmals. Die Grundsortierung der Liste erfolgt nach dieser Adresse. Der Link „Karte“ führt zu verschiedenen Kartendarstellungen und nennt die geographischen Koordinaten.
Link zu einem Kartenansichtstool, um Koordinaten zu setzen. In der Kartenansicht sind Baudenkmale ohne Koordinaten mit einem roten bzw. orangen Marker dargestellt und können in der Karte gesetzt werden. Baudenkmale ohne Bild sind mit einem blauen bzw. roten Marker gekennzeichnet, Baudenkmale mit Bild mit einem grünen bzw. orangen Marker.
- Offizielle Bezeichnung: Nennt den Namen, die Bezeichnung oder zumindest die Art des Kulturdenkmals und verlinkt, soweit vorhanden, auf den Artikel zum Objekt.
- Beschreibung: Nennt bauliche und geschichtliche Einzelheiten des Kulturdenkmals, vorzugsweise die Denkmaleigenschaften.
- Erfassungsnummer: Für jedes Kulturdenkmal wird in Sachsen-Anhalt eine 20stellige Erfassungsnummer vergeben. Die letzten zwölf Ziffern werden für die Untergliederung nach Teilobjekten genutzt und werden nur angegeben, soweit vergeben. In dieser Spalte kann sich folgendes Icon  befinden, dies führt zu Angaben zu diesem Baudenkmal bei Wikidata.
- Ausweisungsart: Die Einordnung des Denkmales nach § 2 Abs. 2 DenkmSchG LSA
- Bild: Ein Bild des Denkmales, und gegebenenfalls einen Link zu weiteren Fotos des Kulturdenkmals im Medienarchiv Wikimedia Commons. Wenn man auf das Kamerasymbol klickt, können Fotos zu Kulturdenkmalen aus dieser Liste hochgeladen werden: